# Megaselia brunnipennis
Megaselia brunnipennis är en tvåvingeart som först beskrevs av Santos Abreu 1921.  Megaselia brunnipennis ingår i släktet Megaselia och familjen puckelflugor. Inga underarter finns listade i Catalogue of Life.